# Kusini (Distrikt)
Kusini (auch South District) ist ein Distrikt der Region Unguja Kusini im Süden der Insel Unguja in Tansania. Die Distrikthauptstadt ist Makunduchi. Im Norden grenzt Kusini an den Distrikt Kati, ansonst ist es vom Indischen Ozean umgeben.

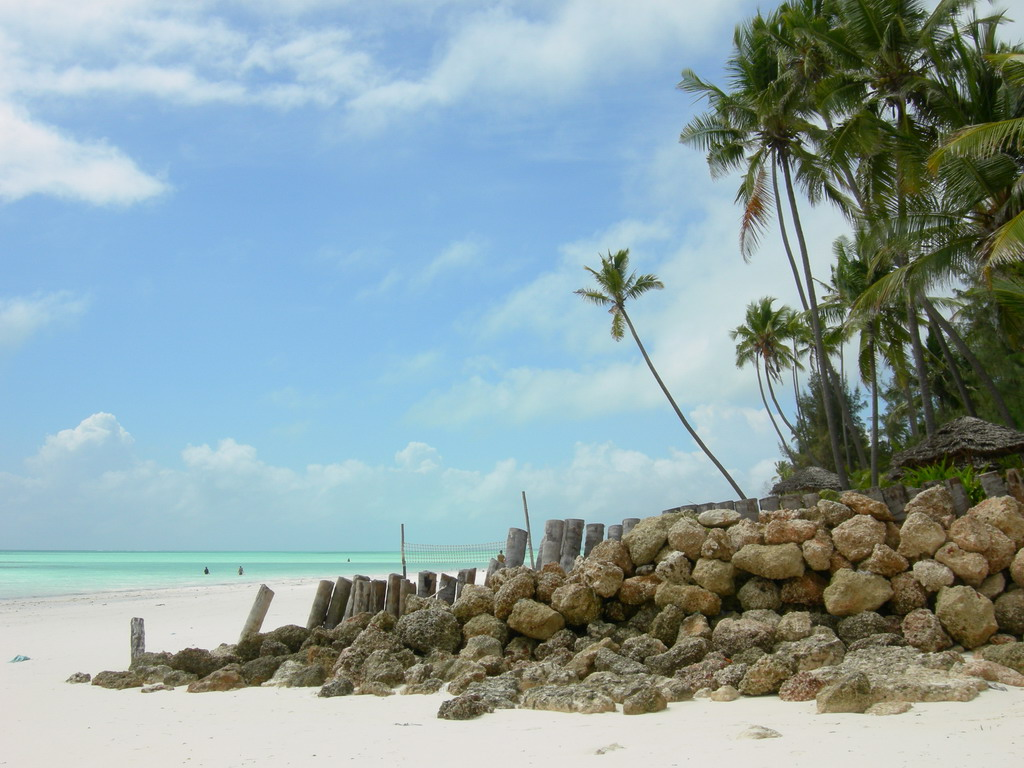
Strand bei Makunduchi.

## Geographie
Der Distrikt hat eine Größe von 379 Quadratkilometern und 63.156 Einwohner (Volkszählung 2022). Er umfasst die Südspitze der Insel Unguja, die von einem Korallenriff umschlossen ist.
Das Klima im Land ist tropisch. Jährlich regnet es knapp 1500 Millimeter, im August und September jeweils unter 50 Millimeter, am meisten in den Monaten April und Mai mit 300 bis 400 Millimeter. Die Durchschnittstemperatur liegt bei fast 28 Grad Celsius, am kühlsten ist es im Juli mit 25 Grad, am heißesten im März mit 30 Grad Celsius.

## Geschichte
Der Name „Kusini“ stammt aus der Sprache Swahili und bedeutet „Süden“.

## Verwaltungsgliederung
Der Distrikt besteht aus 21 Gemeinden (Shehia):
- Nganani (2.647)
- Kijini (3.112)
- Mzuri (2.330)
- Kajengwa (3.251)
- Jambiani Kikadini
- Mtende
- Kibuteni
- Kizimkazi Dimbani
- Kizimkazi Mkunguni
- Muyuni A
- Muyuni B
- Muyuni C
- Pete
- Muungoni
- Paje
- Jambiani Kibigija
- Bwejuu
- Kitogani
- Kiongoni
- Tasani
- Dongwe

| Die Einwohnerzahl stieg von 25.061 im Jahr 1988 auf 31.853 im Jahr 2002 und weiter auf 39.242 bei der Volkszählung 2012. Das bedeutet, dass das jährliche Wachstum von 1,7 Prozent auf 2,1 Prozent stieg. Im Jahr 2012 sprach mehr als ein Viertel der Bevölkerung Swahili, über sechzig Prozent sprachen Swahili und Englisch, nur etwas über zehn Prozent waren Analphabeten. Im Jahr 2022 lebten 63.156 Menschen in 16.440 Haushalten. Bevölkerungswachstum: \| Volkszählung \| Einwohner \| \| ------------ \| --------- \| \| 1988 \| 25.061 \| \| 2002 \| 31.853 \| \| 2012 \| 39.242 \| \| 2022 \| 63.156 \| | Hier fehlt eine Grafik, die leider im Moment aus technischen Gründen nicht angezeigt werden kann. Wir arbeiten daran! |
| Volkszählung | Einwohner |
| 1988 | 25.061 |
| 2002 | 31.853 |
| 2012 | 39.242 |
| 2022 | 63.156 |

## Einrichtungen und Dienstleistungen
- Bildung: Im Jahr 2016 besuchten von den rund 6600 Kindern zwischen sieben und dreizehn Jahren 5900 eine Grundschule. Von den 3200 Jugendlichen zwischen 14 und 16 Jahren besuchten mehr als drei Viertel eine weiterführende Schule. Alle Schulen wurden vom Staat geführt, es gab keine privaten Schulen im Distrikt.[11]
- Gesundheit: Im Distrikt befinden sich ein Krankenhaus, zwei Gesundheitszentren und neun Apotheken (Stand 2019).[12]

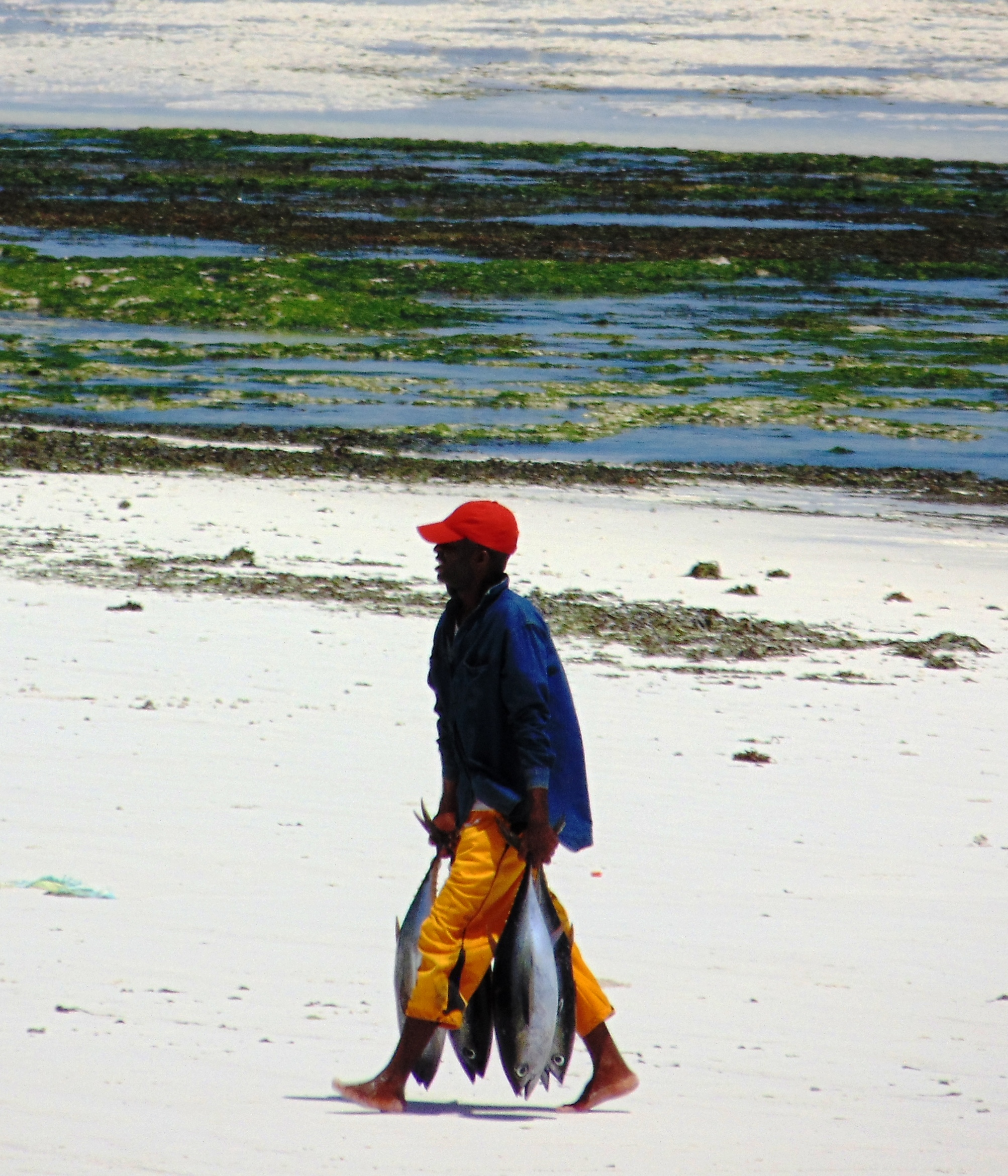
Fischer bei Kizimkazi.

## Wirtschaft

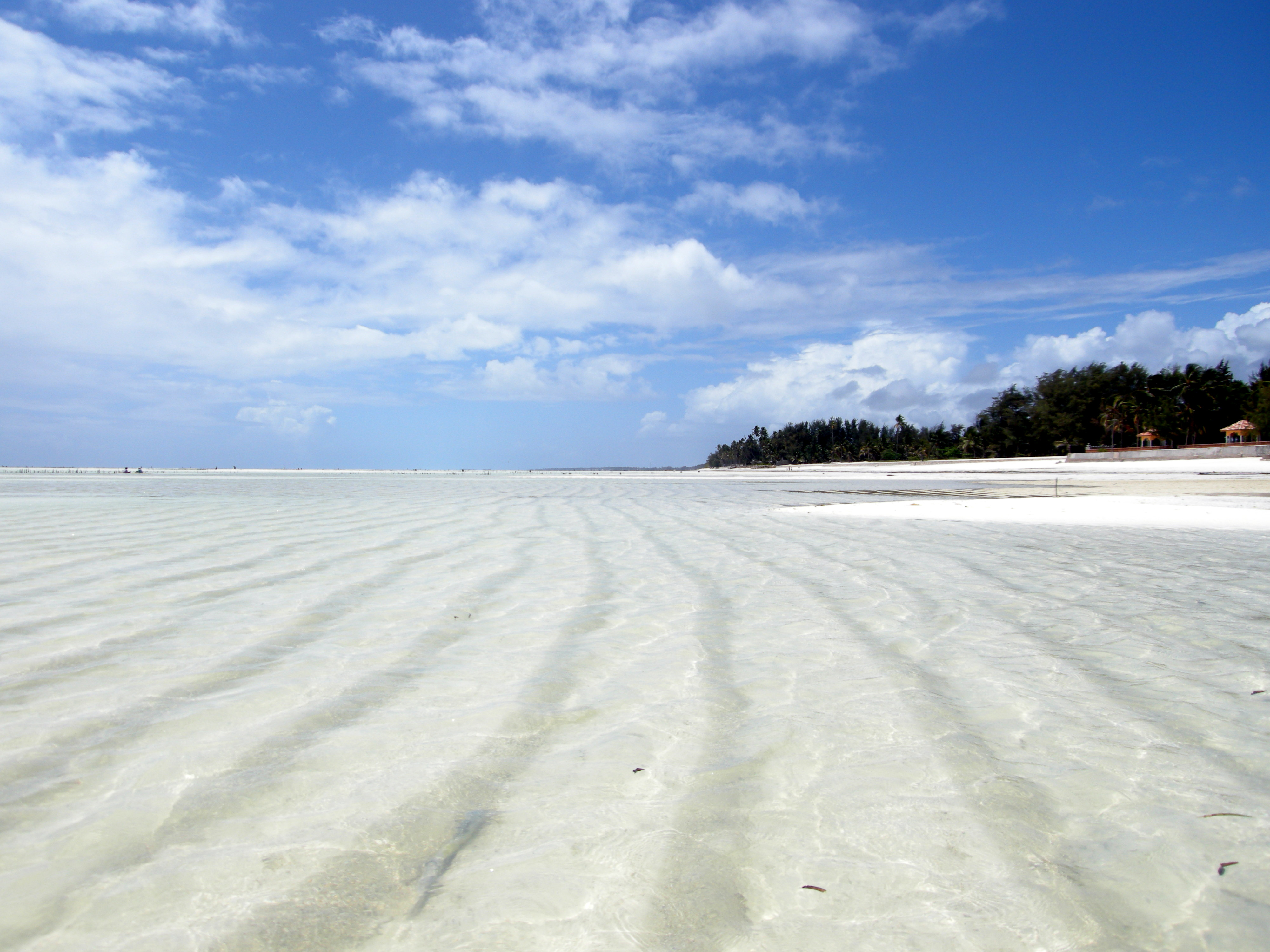
Der Strand nahe Paje bei Ebbe.

Über sechzig Prozent der Über-Zehnjährigen arbeitete, neun Prozent waren im Haushalt tätig, fast ein Viertel besuchte eine Schule. Je zwei Prozent waren arbeitslos oder nicht arbeitsfähig (Stand 2012).
- Landwirtschaft: Von der arbeitenden Bevölkerung war im Jahr 2012 fast die Hälfte in der eigenen Landwirtschaft tätig. Etwa die Hälfte aller Haushalte besaß Nutztiere. Überwiegend wurden Hühner gehalten, aber auch Ziegen und Rinder.[14]
- Fischerei: Im Jahr 2018 wurden im Distrikt 2748 Tonnen Fisch gefangen.[15]
- Tourismus: Über sechs Prozent der arbeitenden Bevölkerung sind in Hotels und Lodges beschäftigt.[16] Sandstrände und Korallenriffe findet man an vielen Stellen, der Distrikt ist mit Hotels gut erschlossen.